# Поульсен, Роальд
Роальд Поульсен (дат. Roald Poulsen; 28 ноября 1950, Оденсе — 16 октября 2024) — датский тренер, который известен по работе в «Оденсе» и национальной сборной Замбии.

## Карьера
Поульсен начал свою тренерскую карьеру в любительском клубе ОКС. С 1983 по 1987 года он руководил «Б 1913». С 1988 по 1992 года Поульсен руководил «Оденсе», с которым он выиграл чемпионат Дании в 1989 и Кубок Дании в 1992 года. С 1993 по 1994 Поульсен руководил «Виборгом». В 1994 году Поульсен был назначен главным тренером национальной сборной Замбии, которой он руководил до 1996 года. Он вернулся в «Оденсе» в 1996 году и привёл с собой замбийских игроков сборной Мвапе Мити и Эндрю Тембо. В 1998 году он переехал в Катар, чтобы руководить спортивным клубом «Эр-Райян», оставаясь в клубе до 1999 года.
С 1999 по 2004 года он возглавлял спортивный колледж «Копенгагена» в Южной Африке, прерываясь лишь на короткий период, чтобы поработать в качестве главного тренера Замбии в 2002 году. Он тренировал южноафриканский клуб «Сантос» с 2004 по 2005 года. В 2005 году Поульсен вернулся в Данию, чтобы возглавить «Далум». Он перешёл в «Б 1913» в 2006 году, прежде чем перейти в Фин в том же году. Он оставался в клубе до декабря 2007 года.
В январе 2009 года он был назначен техническим директором футбольной школы передового опыта в Кейптауне.

## Смерть
Поульсен умер после продолжительной болезни 16 октября 2024 года в возрасте 73 лет.

## Достижения

### Как тренер

#### «Оденсе»
- Чемпион Дании: 1989
- Обладатель Кубка Дании: 1990/91